# Erik Järnåker
Erik Järnåker, född 21 maj 1904 i Skånings-Åsaka församling, Västergötland, död 4 januari 1992 i Stockholm, var en framgångsrik affärsman med stort musikintresse. Han grundlade bl.a. företaget Skaraplast. Han donerade ansenliga summor till svenskt musikliv genom grundandet av de två stiftelserna Stiftelsen Saltö, till en början för tonsättares och musikers rekreation och skapande, numera en stipendiestiftelse för kammarmusikkompositörer och musikstuderande, samt Stråkinstrumentfonden till Lars Järnåkers minne (Erik Järnåkers son vilken dog som ung).
Erik Järnåkers självbiografi heter Vagnmakarens son (1989).

## Priser och utmärkelser
- 1978 – Medaljen för tonkonstens främjande
- 1986 – Hedersledamot nr 001 av Kungliga Musikaliska Akademien